# ميشيل سورو
ميشيل سورو (بالفرنسية: Michel Soro)‏ مواليد 30 أكتوبر 1987 في أبيدجان، هو ملاكم محترف فرنسي يصنف ضمن فئة الوزن المتوسط بدأ مسيرته الاحترافية سنة 2008 حيث انتصر في نزاله الأول.

## المسيرة الاحترافية
من نزالاته:
- انتصر على غلين تابيا بالضربة الفنية القاضية (08-05-2015).
- خسر أمام زاوربيك بايسانجوروف (12-05-2012).

## إحصائيات
خاض خلال مسيرته 30 نزالا، فاز في 28 وتعادل في 1 وخسر في 1. فاز بالضربة القاضية في 18 نزالا.

## روابط خارجية
- ميشيل سورو على موقع بوكس ريك (الإنجليزية) (registration required)